# Drachhausen
Drachhausen är en kommun och ort i Landkreis Spree-Neisse i förbundslandet Brandenburg i Tyskland. 
Kommunen ingår i kommunalförbundet Amt Peitz tillsammans med kommunerna Drehnow, Heinersbrück, Jänschwalde, Peitz, Tauer, Teichland och Turnow-Preilack.